# Ratu Kidul
 (février 2025).
Si vous disposez d'ouvrages ou d'articles de référence ou si vous connaissez des sites web de qualité traitant du thème abordé ici, merci de compléter l'article en donnant les références utiles à sa vérifiabilité et en les liant à la section « Notes et références ».

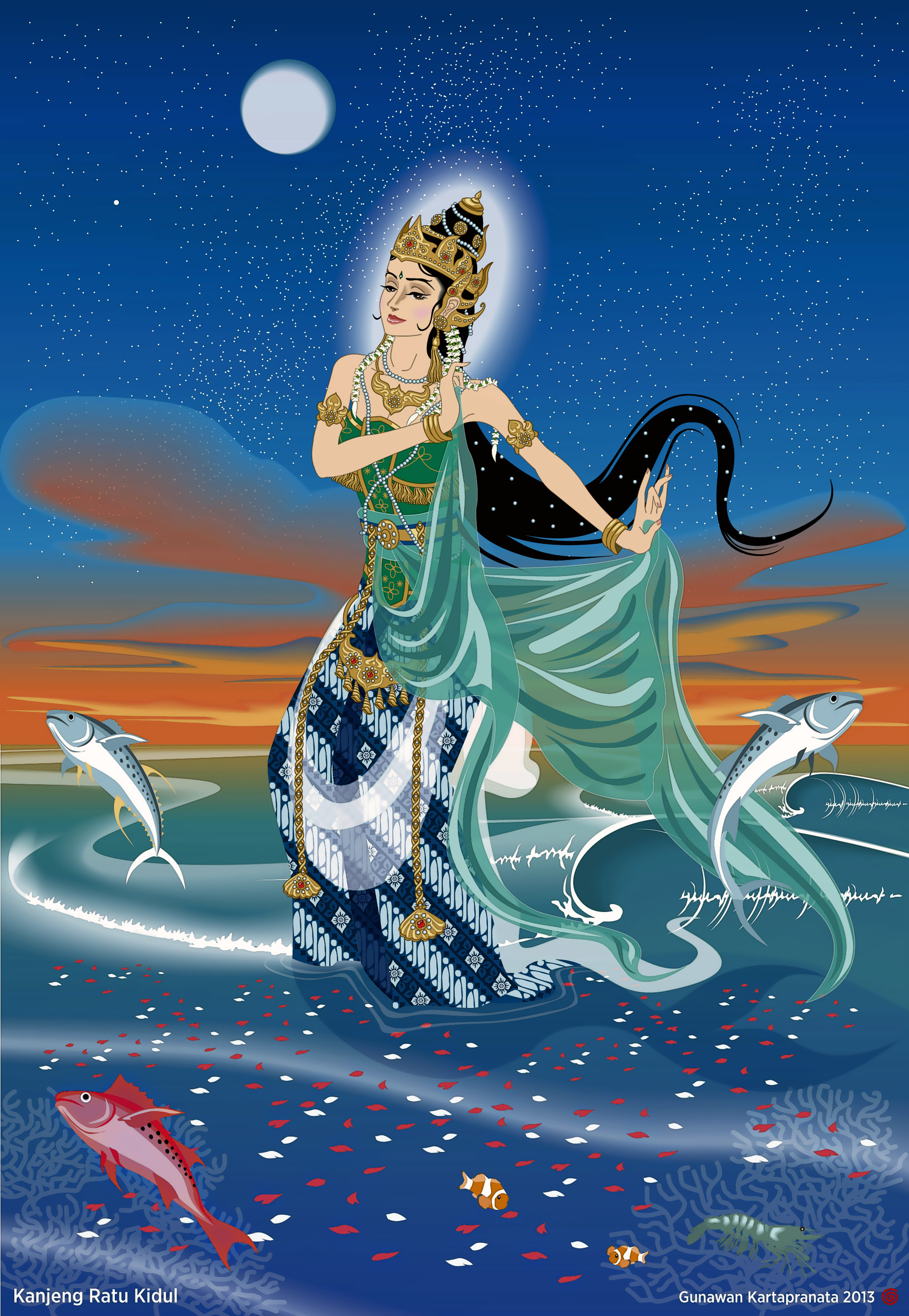
Kanjeng Ratu Kidul

La Ratu Kidul, ou Reine du Sud en javanais, est une reine-déesse, figure mythique de la religion traditionnelle javanaise. Elle est la protectrice de l'île de Java et confère depuis des siècles leur légitimé aux rois de Java.
De nombreux miracles lui sont imputés ; elle contrôlerait les courants violents autour de l'île, en particulier ceux autour de la plage de Parangkusumo au sud de Yogyakarta. Parmi les miracles récents qui lui sont attribués, elle aurait empêché l'armée coloniale hollandaise de pénétrer dans le kraton (palais royal) de Yogyakarta où s'était réfugié Soekarno, le premier président de la république d'Indonésie (de 1945 à 1967).
Au début des années 1960 Soekarno, le premier président de l'Indonésie, fit, avec les dommages de guerre versés par les Japonais à l'Indonésie, construire en bord de mer à Pelabuhan Ratu, à Java occidental, le Samudra Beach Hotel. La chambre 308 est réservée à la reine et décorée en vert, sa couleur. Le public est autorisé à entrer dans cette chambre pour prier, méditer ou poser à la reine des questions d'ordre spirituel.
En 1999, peu avant son élection à la présidence de la République, Abdurrahman Wahid, qu'on appelle "Gus Dur", dirigeant de la grande organisation musulmane Nahdlatul Ulama, a fait une offrande de riz à la Ratu Kidul.

## La légende
La Ratu Kidul serait née au XVIe siècle[réf. nécessaire] et se serait convertie à cette religion[Laquelle ?]. Elle aurait alors « fait vœu de prendre pour amant un beau roi musulman et à sa mort ses successeurs jusqu'à la fin des temps ». 
Selon la tradition javanaise, Senopati, roi de Mataram, aurait rencontré la Ratu Kidul en 1583, alors qu'il méditait près d'un rocher sur la plage de Parangkusumo. Ils connurent une union mystique, lors de laquelle « au plus profond de leur coït, les deux amants ont accompli la charge martiale et érotique de Java »[réf. nécessaire].
Depuis, cette union est célébrée chaque année au jour anniversaire du dernier descendant de la dynastie des sultans de Mataram, lors d'une cérémonie appelée le Labuhan Alit (« petit jet d'offrandes à la mer »). À cette occasion, une foule se rend en procession sur la plage sacrée. Au passage, la procession fait une halte pour prier devant le Cepuri, le rocher près duquel Senopati aurait rencontré la reine. Cette cérémonie est un témoignage du syncrétisme javanais. En effet, on trouve parmi les officiants des femmes voilées.
Les dirigeants indonésiens n'oublient pas d'invoquer ses bénédictions.
En réalité, les premiers Etats musulmans de Java, notamment Demak, ont été fondés au XVe siècle. Au XVIe siècle, Mataram n'était plus qu'une petite seigneurie du centre de Java, vassale de Demak. Senopati et surtout son fils le Sultan Agung vont entreprendre une série de campagnes pour soumettre les différentes principautés javanaises. Culturellement, cette « reconquista » est l'expression d'une réaction au cosmopolitisme des ports musulmans de la côte nord de Java, cités marchandes ouvertes sur le monde, que les princes de l'intérieur considéraient comme une menace pour la tradition javanaise. On peut donc penser que le mythe de Ratu Kidul traduit ce désir de "retour aux sources" javanaises et légitime le pouvoir des rois de Mataram.

## L'hostilité des musulmans orthodoxes
Le kejawen ("javanisme"), comme on appelle la religion traditionnelle javanaise, est une sorte de soufisme intégrant des éléments d'animisme, de bouddhisme, d'hindouisme, d'islam et de christianisme. Les nuits qui précèdent un vendredi coïncidant avec le jour kliwon de la semaine javanaise de cinq jours, les Javanais croient que chaque recoin de rizière et de jungle s'ouvre alors à un monde peuplé de créatures maléfiques ou bénéfiques. 
À Parangkusumo, chaque parcelle de la plage est dédié à l'amour charnel, ce qui ne plaît guère aux musulmans orthodoxes de la Muhammadiyah[réf. nécessaire], organisation socio-culturelle musulmane créée en 1912. Des groupes islamistes s'installent depuis peu à Parangtritis lors des nuits de vendredi kliwon[réf. nécessaire].